# Nipponolejeunea pilifera
Nipponolejeunea pilifera är en bladmossart som först beskrevs av Franz Stephani, och fick sitt nu gällande namn av Sinske Hattori. Nipponolejeunea pilifera ingår i släktet Nipponolejeunea och familjen Jubulaceae. Inga underarter finns listade i Catalogue of Life.